# Химэдзи (княжество)

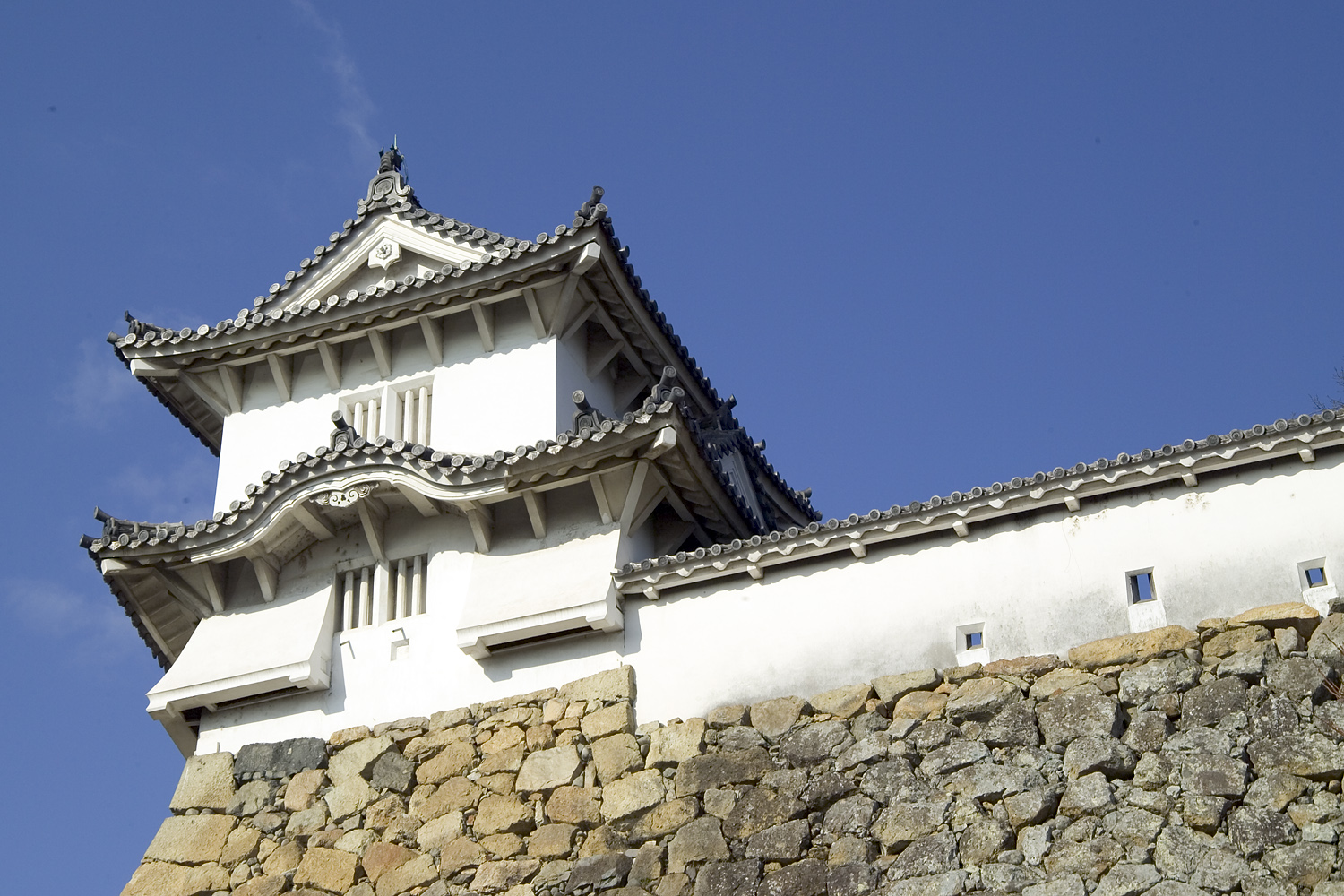
Угловая башня в замке Химэдзи, столице княжества

Княжество Химэдзи (яп. 姫路藩 Химэдзи-хан) — феодальное княжество (хан) в Японии периода Эдо (1600—1871), в провинции Харима региона Санъёдо на острове Хонсю.

## История княжества
Административный центр княжества: замок Химэдзи (современный город Химэдзи, префектура Хёго).
Доход хана:
- 1600—1617 годы — 520 000 коку риса
- 1617—1639 годы — 150 000 коку
- 1639—1648 годы — 180 000 коку риса
- 1648—1871 годы — 150 000 коку

Княжество Химэдзи было создано в 1600 году. После победы в битве при Сэкигахара Токугава Иэясу пожаловал хан Химэдзи в провинции Харима с доходом 520 000 коку риса Икэде Тэрумасе (1564—1613). В 1613 году ему наследовал старший сын Икэда Тоситака (1584—1616). В 1616 году после смерти Икэды Тоситики княжеский престол занял его старший сын Икэда Мицумаса (1609—1682), в 1617 году он был переведён в Тоттори-хан (провинция Инаба).
В 1617 году Химэдзи-хан был передан Хонде Тадамасе (1575—1631), бывшему правителю Кувана-хана. Ему наследовал второй сын Хонда Масатомо (1599—1638). В 1638 году после смерти Масатомо княжеский престол занял его приемный сын Хонда Масакацу (1614—1671). В 1639 году его перевели из Химэдзи в Корияма-хан (провинция Ямато).
В 1639 году княжество получил во владение Мацудайра Тадааки (1583—1644), сын Окудайра Нобумасы и бывший правитель Корияма-хана. Ему наследовал старший сын Мацудайра Тадахиро (1631—1700), в 1648 году его перевели в Ямагата-хан (провинция Дэва).
В 1648 году Химэдзи-хан приобрел Мацудайра Наомото (1604—1648), ранее владевший Ямагата-хана. В 1648—1649 годах княжеством управлял его сын Мацудайра Наонори (1642—1695). В 1649 году он получил во владение Мураками-хан в провинции Этиго.
В 1649 году в Химэдзи-хан был переведён Сакакибара Тадацугу (1605—1665), бывший правитель Сиракава-хана. В 1665 году ему наследовал сын Масафуса (1641—1667). В 1667 году после смерти Масафусы княжеский престол унаследовал его сын Масамити (1665—1683). В том же году его перевели на княжение в Мураками-хан.
В 1667—1682 годах Химэдзи-ханом вторично управлял Мацудайра Наонори, ранее владевший Мураками-ханом. В 1682 году он был переведён в Хида-хан на острове Кюсю.
В том же 1682 году княжество Химэдзи получил Хонда Тадакуни (1666—1704), бывший правитель Фукусима-хана. В 1704 году ему наследовал третий сын Хонда Тадатака (1698—1709). В том же году он был переведён в Мураками-хан (провинция Этиго).
В 1704—1741 годах Химэдзи-ханом управлял род Сакакибара. В 1704 году хан получил во владение Сакакибара Масакуни (1675—1726), приемный сын и наследник Сакакибары Масамити. В 1741 году 4-й даймё Сакакибара Масанага (1735—1808) был переведён из Химедзи в Такада-хан (провинция Этиго).
В 1741 году княжество получил Мацудайра Акинори (1713—1749), ранее правивший в Сиракава-хане. В 1748 году ему наследовал старший сын Мацудайра Томонори (1738—1768), в 1749 году его перевели в Маэбаси-хан (провинция Кодзукэ).
В 1748—1871 годах Химэдзи-ханом управлял род Сакаи. В 1748 году в Химэдзи из Маэбаси-хана был переведён Сакаи Тададзуми (1710—1772). Его потомки владели ханом вплоть до 1871 года.
Химэдзи-хан был ликвидирован в 1871 году.

## Правители княжества
- Род Икэда, 1600—1617 (тодзама-даймё)

| № | Имя            | Имя       | Годы правления | Годы жизни  | Примечания                            |
| - | -------------- | --------- | -------------- | ----------- | ------------------------------------- |
| 1 | Икэда Тэрумаса | 池田 輝政 | 1600 — 1613    | 1565 — 1600 | Второй сын Икэда Нобутэру             |
| 2 | Икэда Тоситака | 池田利隆  | 1613 — 1616    | 1584 — 1616 | Старший сын и преемник Икэда Тэрумаса |
| 3 | Икэда Мицумаса | 池田光政  | 1616 — 1617    | 1609 — 1682 | Старший сын Икэда Тоситака            |

- Род Хонда, 1617—1639 (фудай-даймё)

| № | Имя            | Имя       | Годы правления | Годы жизни  | Примечания                                       |
| - | -------------- | --------- | -------------- | ----------- | ------------------------------------------------ |
| 1 | Хонда Тадамаса | 本多 忠政 | 1617 — 1631    | 1575 — 1631 | Сын и преемник Хонды Тадакацу, даймё Кувана-хана |
| 2 | Хонда Масатомо | 本多政朝  | 1631 — 1638    | 1599 — 1638 | Второй сын Хонды Тадамасы                        |
| 3 | Хонда Масакацу | 本多政勝  | 1638 — 1639    | 1614 — 1671 | Сын Хонды Тадатомо, усыновлён Хондой Масатомо    |

- Род Мацудайра (ветвь Окудайра), 1639—1648 (симпан-даймё)

| № | Имя                | Имя      | Годы правления | Годы жизни  | Примечания                                                            |
| - | ------------------ | -------- | -------------- | ----------- | --------------------------------------------------------------------- |
| 1 | Мацудайра Тадааки  | 松平忠明 | 1639 — 1644    | 1583 — 1644 | Четвертый сын Окудайры Нобумаса, усыновлён своим дедом Токугава Иэясу |
| 2 | Мацудайра Тадахиро | 松平忠弘 | 1644 — 1648    | 1631 — 1700 | Старший сын и преемник Мацудайры Тадааки                              |

- Род Мацудайра (ветвь Этидзэн), 1648—1649 (симпан-даймё)

| № | Имя               | Имя      | Годы правления | Годы жизни  | Примечания                       |
| - | ----------------- | -------- | -------------- | ----------- | -------------------------------- |
| 1 | Мацудайра Наомото | 松平直基 | 1648           | 1604 — 1648 | Четвертый сын Юки Хидэясу        |
| 2 | Мацудайра Наонори | 松平直矩 | 1648 — 1649    | 1642 — 1695 | Сын и преемник Мацудайры Наомото |

- Род Сакакибара, 1649—1667 (фудай-даймё)

| № | Имя                 | Имя      | Годы правления | Годы жизни  | Примечания                                     |
| - | ------------------- | -------- | -------------- | ----------- | ---------------------------------------------- |
| 1 | Сакакибара Тадацугу | 榊原忠次 | 1649 — 1665    | 1605 — 1665 | Старший сын Осуго Тадамаса, даймё Ёкосука-хана |
| 2 | Сакакибара Масафуса | 榊原政房 | 1665 — 1667    | 1641 — 1667 | Сын и преемник Сакакибары Тадацугу             |
| 3 | Сакакибара Масатомо | 榊原政倫 | 1667           | 1665 — 1683 | Сын Сакакибары Масафусы                        |

- Род Мацудайра (ветвь Этидзэн), 1667—1682 (симпан-даймё)

| № | Имя               | Имя      | Годы правления         | Годы жизни  | Примечания                       |
| - | ----------------- | -------- | ---------------------- | ----------- | -------------------------------- |
| 1 | Мацудайра Наонори | 松平直矩 | 1667 — 1682 (вторично) | 1642 — 1695 | Сын и преемник Мацудайры Наомото |

- Род Хонда, 1682—1704 (фудай-даймё)

| № | Имя            | Имя      | Годы правления | Годы жизни  | Примечания                                               |
| - | -------------- | -------- | -------------- | ----------- | -------------------------------------------------------- |
| 1 | Хонда Тадакуни | 本多忠国 | 1682 — 1704    | 1666 — 1704 | Второй сын Мацудайры Ёримото, усыновлён Хондой Масанагой |
| 2 | Хонда Тоситака | 本多忠孝 | 1704           | 1698 — 1709 | Третий сын и преемник Хонды Тадакуни                     |

- Род Сакакибара, 1709—1741 (фудай-даймё)

| № | Имя                 | Имя      | Годы правления | Годы жизни  | Примечания                                   |
| - | ------------------- | -------- | -------------- | ----------- | -------------------------------------------- |
| 1 | Сакакибара Масакуни | 榊原政邦 | 1704 — 1726    | 1675 — 1726 | Приемный сын и наследник Сакакибары Масамити |
| 2 | Сакакибара Масасукэ | 榊原政祐 | 1726 — 1732    | 1705 — 1732 | Второй сын Сакакибары Масакуни               |
| 3 | Сакакибара Масаминэ | 榊原政岑 | 1732 — 1741    | 1715 — 1743 | Приемный сын Сакакибары Масасукэ             |
| 4 | Сакакибара Масанага | 榊原政永 | 1741           | 1735 — 1808 | Сын и преемник Сакакибары Масаминэ           |

- Мацудайра (ветвь Этидзэн), 1741—1749 (фудай-даймё)

| № | Имя                | Имя      | Годы правления | Годы жизни  | Примечания                                                   |
| - | ------------------ | -------- | -------------- | ----------- | ------------------------------------------------------------ |
| 1 | Мацудайра Акинори  | 松平明矩 | 1741 — 1748    | 1713 — 1749 | Второй сын Мацудайры Тикакиё, усыновлён Мацудайрой Мотокитой |
| 2 | Мацудайра Томонори | 松平朝矩 | 1748 — 1749    | 1738 — 1768 | Старший сын и преемник Мацудайры Акинори                     |

- Род Сакаи, 1749—1871 (фудай-даймё)

| №  | Имя             | Имя      | Годы правления | Годы жизни  | Примечания                                           |
| -- | --------------- | -------- | -------------- | ----------- | ---------------------------------------------------- |
| 1  | Сакаи Тададзуми | 酒井忠恭 | 1749 — 1772    | 1710 — 1772 | Приемный сын и преемник Сакаи Тикамото               |
| 2  | Сакаи Тададзанэ | 酒井忠以 | 1772 — 1790    | 1756 — 1790 | Внук Сакаи Тададзуми                                 |
| 3  | Сакаи Тадахиро  | 酒井忠道 | 1790 — 1814    | 1777 — 1837 | Старший сын и преемник Сакаи Тададзанэ               |
| 4  | Сакаи Тадамицу  | 酒井忠実 | 1814 — 1835    | 1779 — 1848 | Второй сын Сакаи Тададзанэ                           |
| 5  | Сакаи Таданори  | 酒井忠学 | 1835 — 1844    | 1809 — 1844 | Сын Сакаи Тадахиро, усыновлён Сакаи Тадамицу         |
| 6  | Сакаи Тадатоми  | 酒井忠宝 | 1844 — 1853    | 1829 — 1853 | Приемный сын Сакаи Таданори                          |
| 7  | Сакаи Тадатэру  | 酒井忠顕 | 1853 — 1860    | 1836 — 1860 | Приемный сын Сакаи Тадатоми                          |
| 8  | Сакаи Тадасигэ  | 酒井忠績 | 1860 — 1867    | 1827 — 1890 | Приемный сын Сакаи Тадатэру                          |
| 9  | Сакаи Тадато    | 酒井忠惇 | 1867 — 1868    | 1839 — 1907 | Приемный сын Сакаи Тадасигэ                          |
| 10 | Сакаи Тадакуни  | 酒井忠邦 | 1868 — 1871    | 1854 — 1879 | Четвертый сын Сакаи Тадацунэ, усыновлён Сакаи Тадато |